# Beleg van Stralsund (1807)
Het Beleg van Stralsund vond plaats tussen 24 juli en 24 augustus 1807 en was onderdeel van de Vierde Coalitieoorlog. Het leger van het Franse Keizerrijk belegerde in deze periode de stad Stralsund dat in het bezit was van het Koninkrijk Zweden.

## Aanloop
Zweden had de stad Stralsund sinds het beleg van Stralsund in 1628 in handen en verwierf de rest van Zweeds-Pommeren bij het Verdrag van Stettin twee jaar later. Met de Vrede van Westfalen werd Pommeren opgedeeld in een Zweeds deel en een Pruisisch-Brandenburgs deel. In de loop der eeuwen zou Zweeds Pommeren verder inkrimpen tot voornamelijk Stralsund en het eiland Rügen.
Toen Napoleon Bonaparte zijn rijk westwaarts ging vergroten was Zweden aanvankelijk neutraal. In 1805 sloot koning Gustaaf IV Adolf van Zweden zich aan bij de Derde Coalitie tegen Napoleon in de hoop de Denen uit Noorwegen te verjagen.

## Blokkade
Op 28 januari 1807 ging het Franse leger onder leiding van Édouard Mortier over tot de blokkade van Stralsund. Nog binnen een maand gaf Napoleon de opdracht aan Mortier om een drietal regimenten naar Polen te sturen om het Franse leger aldaar te versterken. Mortier gaf gehoor aan deze opdracht, maar hierdoor was het Franse leger dermate verzwakt dat het niet groot genoeg was om Stralsund te belegeren. Zodoende bleef het bij een blokkade van de Oostzeestad. Het tekort van de Franse regimenten werden opgevuld door drie divisies van het leger van het Koninkrijk Holland.
Het leger voor Stralsund raakte opnieuw uitgedund toen Mortier met een deel van het leger optrok naar het Pruisische Kolberg om dat te belegeren. Vierduizend man bleven achter bij de Zweedse stad en het leger kwam onder het commando te staan van Charles Louis Dieudonné Grandjean. De Zweden hadden in de gaten dat het Franse leger flink uitgedund was en op 1 april startten zij een aanval om de blokkade van de stad te doorbreken. Het Zweedse leger, 14.000 man sterk, was te sterk voor het achtergebleven legertje en deze waren noodgedwongen om zich terug te trekken naar Stettin. Op 18 april werd er tussen de Franse en Zweedse bevelhebber een wapenstilstand afgesloten.

## Beleg

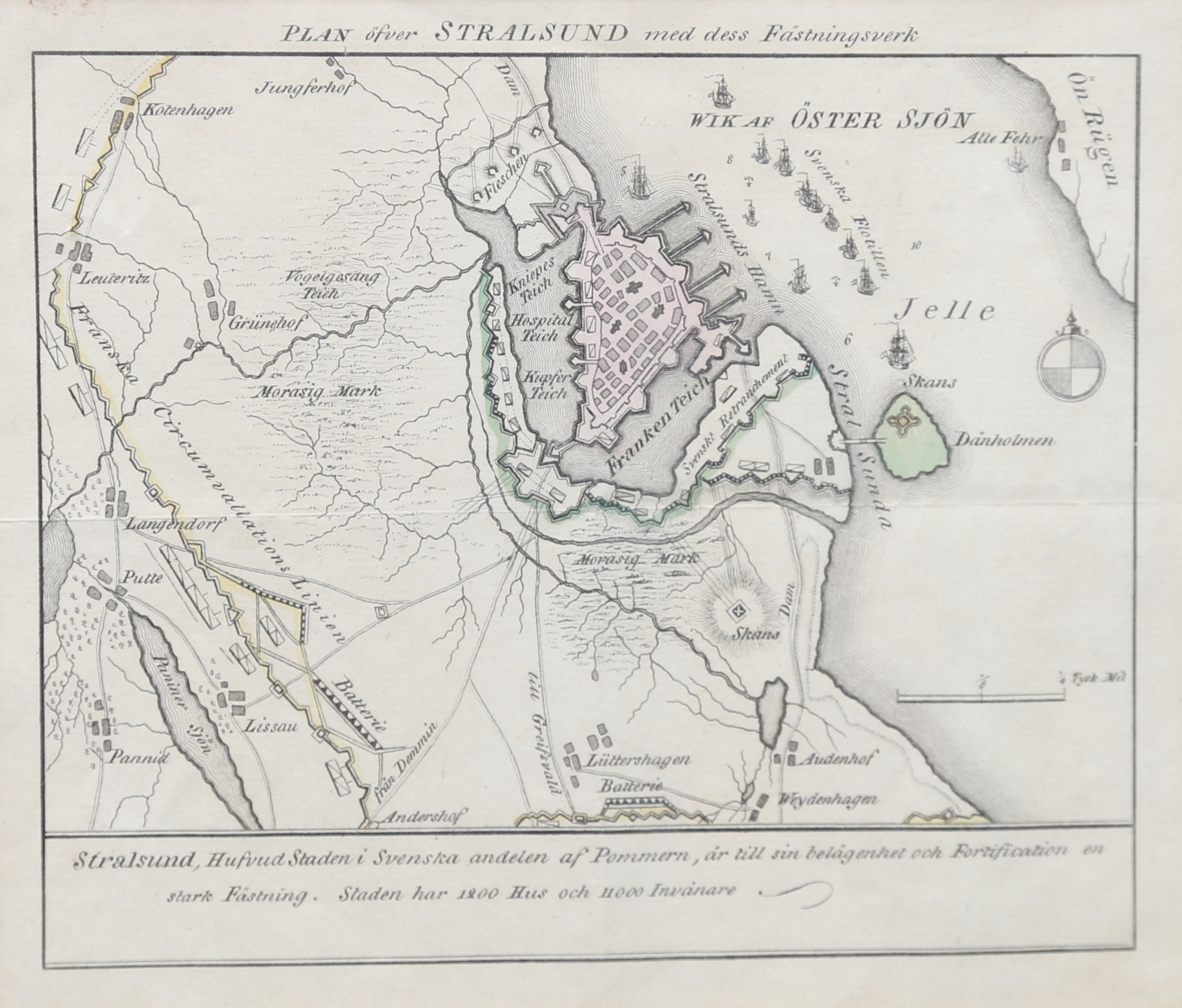
Kaart van de vestingwerken van Stralsund, gemaakt in 1800.

Op 12 mei 1807 arriveerde koning Gustaaf IV Adolf in Stralsund en op 3 juli zegde hij de wapenstilstand op. Guillaume Brune viel op 24 juli de Zweedse posities aan die langs de rivier de Peene gestationeerd waren en nadat hij deze had veroverd nam hij de posities van het oude blokkadeleger voor Stralsund op. Het leger werd aangevuld met de restanten van het leger dat Kolberg had belegerd en telde uiteindelijk 40.000 soldaten. Tot het Franse leger behoorde ook de Spaanse en Hollandse divisies.
Op 20 augustus vertrok de Zweedse koning weer uit Stralsund en de Zweden zagen in dat het zinloos was zich nog langer te verzetten tegen het Franse leger. Hierop werden de kanonnen dichtgespijkerd en werd Stralsund op 24 augustus 1807 overgedragen aan de Fransen. Tijdens het beleg waren er 998 Franse soldaten om het leven gekomen, gewond of vermist geraakt.

## Nasleep
Stralsund bleef de komende jaren in het bezit van het Franse keizerrijk, maar in 1809 trachtte de Pruisische commandant Ferdinand von Schill de stad in handen te krijgen tijdens de Slag bij Stralsund, maar sneuvelde hierbij. De stad werd na het Congres van Wenen overgedragen aan Pruisen.